# Spio butleri
Spio butleri är en ringmaskart som beskrevs av Miles Joseph Berkeley 1954. Spio butleri ingår i släktet Spio och familjen Spionidae. Utöver nominatformen finns också underarten S. b. kurilensis.